# 多加木
多加木（たかき）は、愛知県一宮市の地名。

## 地理

### 河川・池沼
- 大江川

### 交通
- 愛知県道190号名古屋一宮線
- 愛知県道513号一宮西中野線
- 愛知県道166号小牧岩倉一宮線
- 名神高速道路

### 施設
- 多加木公園
- 一宮市立丹陽西小学校

## 歴史

### 人口の変遷
国勢調査による人口および世帯数の推移。

#### 多加木
| 1995年（平成7年）  | 202世帯 665人   |  |
| 2000年（平成12年） | 1379世帯 4094人 |  |
| 2005年（平成17年） | 1535世帯 4280人 |  |
| 2010年（平成22年） | 1738世帯 4712人 |  |
| 2015年（平成27年） | 1875世帯 4840人 |  |
| 2020年（令和2年）  | 2054世帯 4838人 |  |

#### 丹陽町多加木
| 2000年（平成12年） | 18世帯 55人 |  |
| 2005年（平成17年） | 17世帯 50人 |  |
| 2010年（平成22年） | 17世帯 53人 |  |
| 2015年（平成27年） | 17世帯 48人 |  |
| 2020年（令和2年）  | 22世帯 50人 |  |

### WEB
1. 1 2  “愛知県一宮市の町丁・字一覧”.   人口統計ラボ. 2024年4月20日閲覧。
2. 1 2 3 4  総務省統計局 (2022年2月10日). “令和2年国勢調査の調査結果(e-Stat) - 男女別人口，外国人人口及び世帯数－町丁・字等” (CSV). 2023年8月2日閲覧。
3. 1 2  “読み仮名データの促音・拗音を小書きで表記するもの(zip形式) 愛知県” (zip).   日本郵便 (2024年2月29日). 2024年3月26日閲覧。
4. 1 2  “市外局番の一覧” (PDF).   総務省 (2022年3月1日). 2022年3月22日閲覧。
5. 1 2  “ナンバープレートについて”.   一般社団法人愛知県自動車会議所. 2024年1月21日閲覧。
6. 1 2  総務省統計局 (2014年3月28日). “平成7年国勢調査の調査結果(e-Stat) - 男女別人口及び世帯数 －町丁・字等” (CSV). 2021年7月20日閲覧。
7. ↑  総務省統計局 (2014年5月30日). “平成12年国勢調査の調査結果(e-Stat) - 男女別人口及び世帯数 －町丁・字等” (CSV). 2021年7月20日閲覧。
8. 1 2  総務省統計局 (2014年6月27日). “平成17年国勢調査の調査結果(e-Stat) - 男女別人口及び世帯数 －町丁・字等” (CSV). 2021年7月21日閲覧。
9. 1 2  総務省統計局 (2012年1月20日). “平成22年国勢調査の調査結果(e-Stat) - 男女別人口及び世帯数 －町丁・字等” (CSV). 2021年7月21日閲覧。
10. 1 2  総務省統計局 (2017年1月27日). “平成27年国勢調査の調査結果(e-Stat) - 男女別人口及び世帯数 －町丁・字等” (CSV). 2021年7月21日閲覧。